# Borlești, Argeș
Borlești este un sat în comuna Merișani din județul Argeș, Muntenia, România.